# City of Darkness
Cette page contient des caractères spéciaux ou non latins. S’ils s’affichent mal (▯, ?, etc.), consultez la page d’aide Unicode.
Pour plus de détails, voir Fiche technique et Distribution.
City of Darkness (titre original : 九龍城寨之圍城, Jyutping : Gau² Lung⁴ Sing⁴ Zaai³ · Wai⁴ Sing⁴, litt. : Le Siège de la ville fortifiée de Kowloon) est un film hongkongais réalisé par Soi Cheang, sorti en 2024.
C'est l'adaptation du manhua City of Darkness de Andy Seto, lui-même adapté du roman à succès éponyme de Yuyi.
En développement depuis les années 2000, la production du film a officiellement débuté en novembre 2021 et s'est terminée en avril 2022. Il a été sélectionné en section « Séances de minuit » au Festival de Cannes 2024.
Le film suit Chan Lok-kwun, un clandestin qui arrive à Hong Kong dans les années 1980. Poursuivi par les hommes de Mr Big, il se réfugie dans la citadelle de Kowloon qui est le territoire de Cyclone.

## Synopsis
Chan Lok-Kwun, réfugié du continent, tente de survivre en participant à des combats clandestins. Il cherche à acheter une fausse carte d'identité pour améliorer sa vie, mais il est trahi par Mr Big, le chef d'une triade locale. Dans un geste désespéré, Lok-Kwun vole de la drogue à Mr Big et s'enfuit ; il est poursuivi par les hommes de ce dernier, mais aussi par King, son second, qu'il parvient à semer. Il atteint la citadelle de Kowloon, où ses poursuivants ne s'aventurent pas à sa suite car c'est le domaine de Cyclone, le seigneur du crime maître des lieux, et de son gang. Lok-Kwun tente d'y revendre la drogue, mais il se fait attaquer par les membres du gang de Cyclone et par Shin, son second. La poursuite se termine dans un salon de coiffure où il prend le propriétaire en otage, mais le barbier s'avère être Cyclone. Ce dernier lui inflige une sévère correction, puis lui propose de se faire soigner et nourrir, à condition qu'il rende la drogue volée à Mr Big, cela afin d'éviter une guerre des gangs. Lok-Kwun accepte. Cyclone s'introduit alors de nuit chez Mr Big et lui remet la drogue accompagnée d'une somme d'argent afin que stoppe le conflit.
Lok-Kwun se fait prodiguer de soins par le médecin local, VHS, qui tient une clinique où les habitants peuvent regarder la télévision, VHS disposant d'une collection de cassettes vidéo importante. Lok-Kwun découvre bien vite la nature compatissante de Cyclone et de ses hommes qui, plus que contrôler le territoire, y font régner un semblant d'ordre. Dans la citadelle, Lok-Kwun s'intègre peu à peu à la communauté locale, enchaînant différents boulots pour rembourser Cyclone et se payer de nouveaux papiers. Lorsqu'une femme se fait assassiner par un homme violent et alcoolique, Lok-Kwun, Shin, VHS et le Douzième Maître — jeune homme travaillant pour un allié de Cyclone, l'oncle Tigre — passent l'homme à tabac et un lien d'amitié se forge alors entre les quatre jeunes hommes autour d'une partie de mah-jong.
Cette paix et ce quotidien serein s'effritent quand on annonce aux informations la volonté du gouvernement de raser la citadelle. Voulant protéger son nouveau foyer, Lok-Kwun rejoint la bande de Cyclone. Mais les choses se tendent lorsque Dik Chau, ami et frère d'arme de Cyclone, apprend l'arrivée à Hong Kong du fils de son ennemi Jim « le roi des tueurs », le meurtrier de la famille de Chau. À l'insu de tous, Cyclone sait que le fils de ce Jim, qu'il a dû tuer de ses propres mains, n'est autre que Lok-Kwun. Jim avait fait promettre à Cyclone, son ami, de protéger sa famille des représailles à leur encontre, qui ne manqueraient pas afin de leur faire payer ses propres crimes. Lors d'un dîner réunissant Cyclone et l'oncle Tigre, Chau révèle qu'un certain Lok-Kwun est le fils de Jim. Bien décidés, lui et l'oncle Tigre souhaitent l'éliminer à cause des souffrances que Jim leur a infligées.
Lorsqu'ils l'apprennent à leur tour, Shin, le Douzième Maître et VHS tentent de faire partir Lok-Kwun sous l'œil de Cyclone, qui a décidé d'honorer sa promesse à Jim en faisant quitter la citadelle et Hong Kong à Lok-Kwun. Malheureusement, Mr Big a prévenu Chau des actes de Cyclone qui l'ont amené à protéger Lok-Kwun. Chau, Tigre et leurs hommes affrontent Lok-Kwun, mais quand ce dernier s'apprête à tuer Chau, il se fait interrompre par Cyclone qui l'empêche de commettre l'irréparable ; Chau en profite pour blesser Lok-Kwun en le transperçant. Lok-Kwun se fait rapidement évacuer par Shin et le Douzième Maître, tandis que VHS tente de stabiliser son état. Se sentant trahi, Chau engage Mr Big et ses hommes afin d'éliminer Lok-Kwun, libre à eux de remplacer ensuite Cyclone dans son rôle de maître de la citadelle.
Cyclone, Shin, le Douzième Maître, VHS et les autres habitants amis de Lok-Kwun s'efforcent de l'évacuer au plus vite. Mais King, le bras droit de Mr Big leur met des bâtons dans les roues et blesse gravement Shin et le Douzième Maître. Cyclone enferme Mr Big et King avec lui et se sacrifie pour les retenir, afin de gagner le temps nécessaire à la fuite des hommes transportant Lok-Kwun ; ce faisant, il est tué par King, tandis que Shin et les autres réussissent enfin à faire sortir un Lok-Kwun inconscient de la citadelle. Shin, le Douzième Maître et VHS se lancent alors dans un combat désespéré contre les hommes de Mr Big. Après la bataille, Mr Big prend le contrôle de la citadelle, séquestre Chau et lui révèle avoir désormais toute la ville entre ses mains : il a également à sa merci tous les autres grands propriétaires de la citadelle. Cependant Mr Big est trahi par King, qui l'assassine et récupère ainsi son empire, soutenu par ses hommes qui savaient leur patron malade.
Lok-Kwun est transporté dans un hôpital de Hong Kong où il est soigné. Mais, ne possédant pas de papiers, il est condamné pour clandestinité. Trois mois plus tard,  une fois rétabli, il est cependant libéré, son acte de naissance hongkongais prouvant sa nationalité ; il récupère donc une carte d'identité en règle. Lok-Kwun se rend chez l'oncle Tigre, qui prétend que Shin, le Douzième Maître et VHS sont morts. Lok-Kwun n'en croit rien et lui explique qu'il veut sauver la citadelle. Tigre lui indique donc le lieu où vivent ses compagnons toujours blessés, le Douzième Maître ayant une jambe cassée et Shin les doigts coupés, ces blessures leur ayant été infligées par King.
Lok-Kwun décide d'en finir avec King, prévoyant de mourir également, car il se juge responsable des malheurs de la citadelle. Il part donc seul, fait évacuer les ruelles aux habitants et attaque les hommes de King. Lok-Kwun est rejoint par ses compagnons qui affrontent les hommes de King à ses côtés. King les attaque avec des fusils d'assaut, et poursuit Lok-Kwun dans une course les menant jusqu'aux toits. Lok-Kwun et Shin affrontent King et découvrent sa seule faiblesse : il peut rendre sa peau aussi dure que l'acier mais ne peut pas le faire avec ses organes internes. Ils en prennent conscience lorsque, au-dessus du vide, Lok-Kwun lui fait avaler un éclat du sabre du Douzième Maître, éclat qui lui transperce les organes. Les quatre passent alors King à tabac, s'efforçant que la lame lui fasse un maximum de dégâts internes. Finalement, Lok-Kwun tend le sabre du Douzième Maître à Shin qui transperce King, vengeant ainsi la mort de Cyclone.
Lok-Kwun libère plus tard Chau, enterrant de ce fait leur conflit, tandis qu'il s'en va avec Shin, VHS et le Douzième Maître admirer le lever de Soleil sur la citadelle.

## Fiche technique
Sauf indication contraire, les informations mentionnées dans cette section peuvent être confirmées par la base de données cinématographiques IMDb,  présente dans la section « Liens externes ».
- Titre original : 九龍城寨之圍城, Jiu Long cheng zhai · Wei cheng
- Titre français : City of Darkness
- Titre québécois/international : Twilight of the Warriors: Walled In
- Réalisation : Soi Cheang
- Scénario : Au Kin-yee, Chan Tai-lei et Lai Chun
- Musique : Kenji Kawai
- Direction artistique : Mak Kwok-Keung
- Photographie : Cheng Siu-keung
- Pays d'origine :  Hong Kong
- Format : Couleurs - 2,35:1 - Dolby Digital
- Genre : action, thriller
- Durée : 126 minutes
- Dates de sortie :
  - Hong Kong : 1er mai 2024
  - France : 16 mai 2024 (Festival de Cannes), 14 août 2024 (sortie nationale)
  - Suisse : 7 juillet 2024 (Festival international du film fantastique de Neuchâtel)
- Classification : 
  - Hong-Kong : IIB (Catégorie Deux-B : Ne convient pas aux jeunes et aux enfants)
  - France : Interdit aux moins de 12 ans
  - Allemagne : Interdit aux moins de 16 ans
  - Corée du Sud : Interdit aux moins de 15 ans
  - Japon : PG12
  - États-Unis : R

## Distribution
- Louis Koo : Cyclone (龍捲風) – un maître en arts martiaux qui s'efforce de protéger la sécurité et la stabilité des résidents de la citadelle de Kowloon[4],[5] ;
- Sammo Hung : Mr Big (大老闆) – un seigneur du crime qui ne pense qu'à maximiser sa richesse et ses intérêts personnels[4],[5] ;
- Richie Jen : Dik Chau (狄秋) – un membre haut placé de la triade dans la ville fortifiée[6] ;
- Raymond Lam (en) : Chan Lok-kwun (陳洛軍) – un réfugié qui s'est installé dans la citadelle, mais qui s'est retrouvé mêlé au chaos qui y régnait et qui a dû faire face à la démolition imminente de la ville[4],[7] ;
- Terrance Lau (en) : Shin (信一) – le fidèle commandant en second de la bande de hors-la-loi de Cyclone, qui deviendra plus tard un compagnon de Chan[8],[4] ;
- Philip Ng : Wong Gau (King) (王九) – le bras droit de Mr Big[5] ;
- Tony Wu (en) : Douzième Maître (十二少) – un manieur de katana membre de la bande de hors-la-loi de Cyclone, travaillant pour l'oncle Tigre — un allié de Cyclone — et qui deviendra plus tard un compagnon de Chan[4],[9] ;
- German Cheung (zh) : VHS (AV, en anglais) (四仔) – un kickboxeur de la bande de hors-la-loi de Cyclone, qui deviendra plus tard un compagnon de Chan[4],[9].

En outre, Kenny Wong (en) incarne l'oncle Tigre (Tiger叔). Chu Pak Hong (en), Chung Suet Ying (en), Fish Liew (en) et Cecilia Choi (en) ont été choisis pour des rôles non divulgués.

## Production
Le projet est en développement depuis les années 2000, et devait être coréalisé par John Woo et Johnnie To, avec un casting de stars composé de Chow Yun-fat, Andy Lau, Tony Leung, Sean Lau, Louis Koo, Anthony Wong, Sun Honglei (en), Anita Yuen et Zhang Jingchu, avec Nicolas Cage, James McAvoy, Li Baotian (en), Jang Dong-gun, Li Bingbing et Zhang Fengyi faisant des apparitions spéciales, comme le montre une affiche teaser, bien que rien n'ait été confirmé.
Le 13 avril 2013, Media Asia annonce que le projet devrait s'intituler Dragon City, être réalisé par Derek Kwok et interprété par Donnie Yen, qui serait également réalisateur des scènes de combat et producteur par le biais de sa société de production, Super Hero Films, et que la production devrait commencer en septembre de la même année,.
Après avoir semblé rester bloqué dans l'enfer du développement pendant plusieurs années, le projet a de nouveau été annoncé par Media Asia le 28 février 2021, avec Soi Cheang à la réalisation tandis que Koo, Richie Jen et Zhang Jin sont prêts à endosser les rôles principaux. Le tournage du film a officiellement commencé le 22 novembre 2021, comme l'a révélé un post sur la page Facebook officielle du film, bien que la distribution n'ait pas encore été révélée jusqu'à ce que le film tienne sa cérémonie de début de production le 30 novembre ; Cheang, les producteurs John Chong (en) et Wilson Yip et les acteurs Koo, Sammo Hung, Jen, Raymond Lam, Terrance Lau, Kenny Wong, Tony Wu, German Cheung, Philip Ng, Chu Pak Hong et Chung Suet Ying ont assisté à cette cérémonie. Koo a révélé que deux répliques de la citadelle de Kowloon ont été construites pour le tournage, tandis que des magazines, des albums de musiques et chansons, des émissions de télévision et des publicités des années 1980 ont été utilisés comme accessoires de tournage,. Tous les acteurs principaux ont passé un an à s'entraîner pour préparer les scènes de combat du film. Le 3 avril 2022, le tournage est officiellement terminé et le film entre dans le processus de post-production.

## Sortie

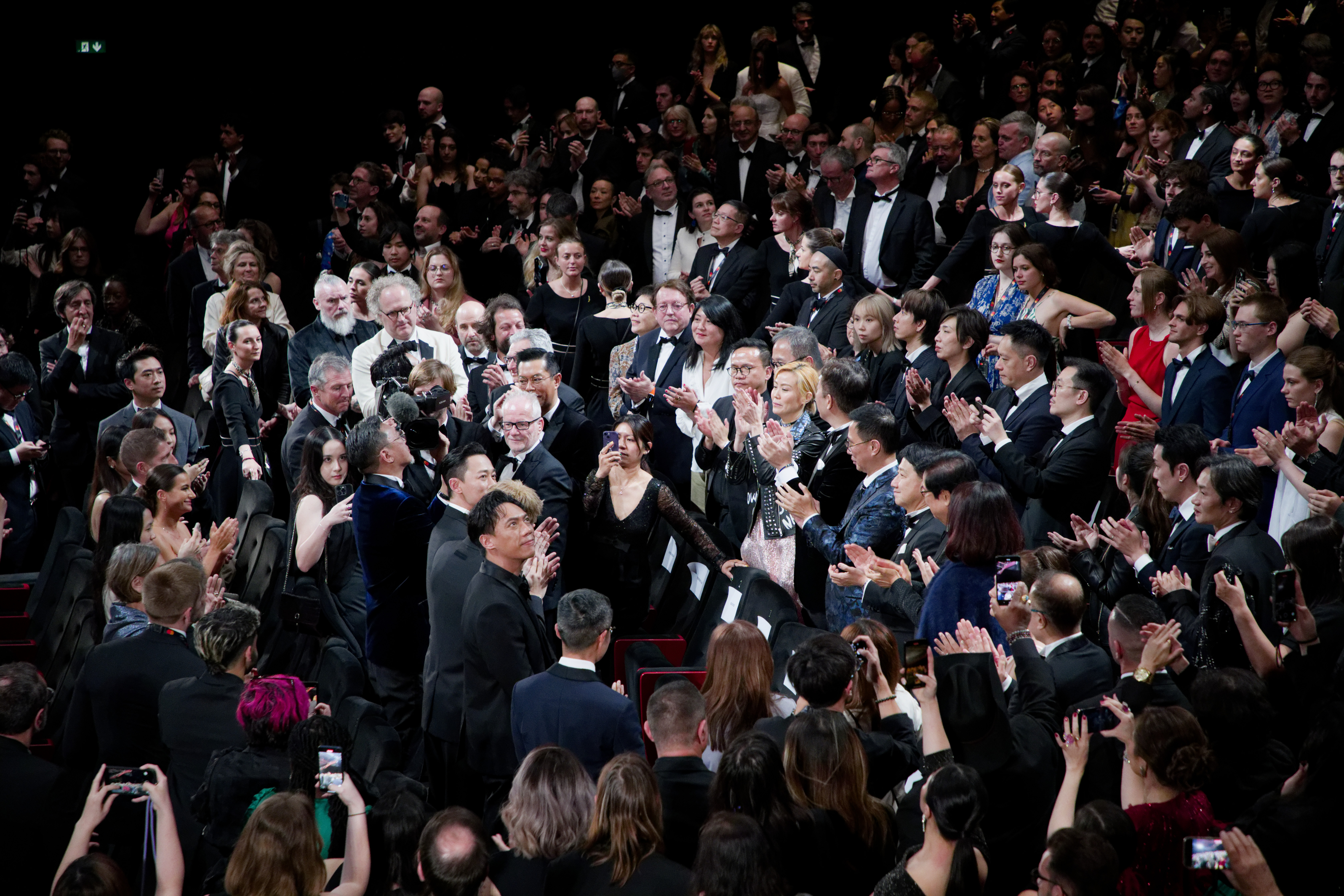
Les acteurs et le public lors de la projection de minuit du film au Festival de Cannes 2024.

City of Darkness est sorti en salles à Hong Kong et en Chine le 1er mai 2024. Le film a connu un grand succès financier à Hong Kong, dépassant le record du film local le plus vu en juillet 2024 avec 1,59 million de spectateurs. Il est également devenu le film le plus rentable à Hong Kong cette année-là, avec 105 millions de dollars HKD. Il est devenu le second film domestique ayant rapporté le plus d'argent de tous les temps à Hong Kong (en).
Le film a été sélectionné pour faire partie de la Sélection officielle (Séances de minuit) du Festival de Cannes 2024, où il a été projeté le 16 mai 2024. Il est également sorti au Royaume-Uni le 24 mai 2024.
Le film a également été présenté au 23e Festival du film asiatique de New York (en) le 28 juillet 2024, en tant que film de clôture du festival. Il a été présenté en première canadienne au Fantasia International Film Festival le 1er août 2024.

### Crédits de fin
À partir du 5 juin 2024, un Easter egg post-générique de quatre minutes est diffusé une fois le film terminé.

### Accueil

#### Box office
Le film a rapporté un total de 111 456 536 US$ dans le Monde, en combinant les recettes de Hong Kong (13 729 253 US$), de la Chine continentale (94 345 074 US$), des États-Unis (336 023 US$), de la France (367 979 US$), du Royaume-Uni (136 272 US$), de l'Australie (468 253 US$), de la Nouvelle-Zélande (50 037 US$), du Viêt Nam (1 978 004 US$) et de la Corée du Sud (45 641 US$),.

#### Accueil critique
En France, le site Allociné propose une moyenne de 3,8⁄5, d'après l'interprétation de 27 critiques de presse.
Sur le site web anglophone d'agrégation de critiques Rotten Tomatoes, 92 % des 37 critiques sont positives, avec une note moyenne de 7,8⁄10. Le consensus du site est le suivant : « Un hommage bourré d'action qui reproduit à la perfection l'ivresse chorégraphique du cinéma hongkongais des années 1980 ». Metacritic — autre site anglophone — qui utilise une moyenne pondérée, a attribué au film un score de 77⁄100, sur la base de 10 critiques, ce qui indique des critiques « généralement favorables ».

## Autres films en préparation
Soi Cheang, le réalisateur, dit travailler sur une suite au film, ainsi que sur une préquelle, qui seraient tournées simultanément afin de maintenir une certaine continuité étant donné le nombre élevé des membres de la distribution.

## Distinctions

### Sélection
- Festival de Cannes 2024 : Séances de minuit
- Sélectionné pour représenter Hong Kong aux Oscars 2025[31]

### Récompense
- Festival international du film fantastique de Neuchâtel 2024 : prix du public de la compétition asiatique[32]